# Joan Hendry
Joan Hendry (ur. 14 maja 1945 w Glasgow) – kanadyjska lekkoatletka, specjalistka skoku w dal i sprinterka, medalistka igrzysk Brytyjskiej Wspólnoty Narodów, olimpijka.
Urodziła się w Szkocji, ale występowała w reprezentacji Kanady. Zajęła 5. miejsce w skoku w dal na igrzyskach panamerykańskich w 1967 w Winnipeg. Na igrzyskach olimpijskich w 1968 w Meksyku odpadła w eliminacjach zarówno sztafety 4 × 100 metrów, jak i skoku w dal.
Zdobyła brązowe medale w skoku w dal (ulegając tylko Angielkom Sheili Sherwood i Ann Wilson) oraz w sztafecie 4 × 100 metrów (w składzie: Hendry, Joyce Sadowick, Patty Loverock i Stephanie Berto) na igrzyskach Brytyjskiej Wspólnoty Narodów w 1970 w Edynburgu.
Była mistrzynią Kanady w skoku w dal w 1968.
Była dwukrotną rekordzistką Kanady w skoku w dal do wyniku 6,286 m, uzyskanego 23 lipca 1970 w Edynburgu i również dwukrotną  w sztafecie 4 × 100 metrów do czasu 44,6 s osiągniętego 25 lipca 1970 w Edynburgu. Jej rekord życiowy w biegu na 100 metrów pochodził z 1972 i wynosił 11,4 s.